# エリック・キャンベル

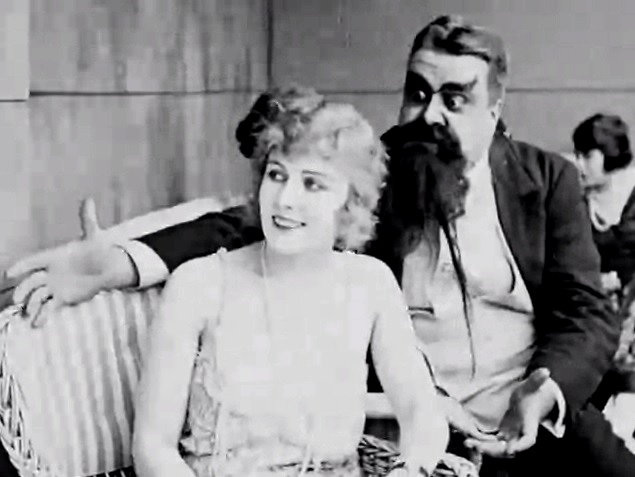
エドナ・パーヴァイアンスとエリック・キャンベル（『チャップリンの冒険』）

エリック・キャンベル（Eric Campbell, 1879年4月26日 - 1917年12月20日）はイングランド出身のサイレント映画の俳優。チャーリー・チャップリン主役の11の短編映画に出演した。

## 経歴
スコットランドやウェールズで舞台俳優として活動を始める。メロドラマ風の役を多くこなした。イギリスの有名な座長フレッド・カーノ (Fred Karno) に見出され、彼の劇団に入る。カーノはチャーリー・チャップリンやスタン・ローレルも見出していた。カーノはキャンベルの非常に大きなバリトンの声に強い印象を受け、キャンベルをロンドンに連れて行き、ドタバタ喜劇『ファン・ファクトリー』に出演させた。
1914年、キャンベルはチャップリンやローレルを追うようにニューヨークへ渡った。1916年、チャップリンはミューチュアル社と契約をした。チャップリンはキャンベルの才能を認め、ブロードウェイに出演させ、ハリウッドに招いて映画に出演させた。キャンベルが最初に出演したチャップリンの映画は『チャップリンの替玉』である。その後もチャップリンの映画に出演を続けた。 
キャンベルの俳優人生は好調だったが、私生活では妻を交通事故で亡くす不幸があった。その後、すぐに再婚するも、数ヶ月で離婚している。
1917年、チャップリンはミューチュアル社との契約を打ち切り、ファースト・ナショナルと契約する。彼はキャンベルを獲得するつもりだったが、契約の問題があり、キャンベルを友人のメアリー・ピックフォードに貸し出す。数日後のパーティーでキャンベルは深酒をして車を運転し、交通事故で死亡した。38歳没。

## 主な出演作品
- 1916年『チャップリンの替玉』 (役：百貨店の店長)
- 1916年『チャップリンの消防夫』 (役：消防署長)
- 1916年『チャップリンの放浪者』 (役：ジプシーの首領)
- 1916年『チャップリンの伯爵』 (役：仕立屋のオーナー)
- 1916年『チャップリンの番頭』 (役：強盗)
- 1916年『チャップリンの舞台裏』 (役：道具方のボス「ゴライアス」)
- 1916年『チャップリンのスケート』 (役：浮気者スタウト氏)
- 1917年『チャップリンの勇敢』 (役：町の乱暴者)
- 1917年『チャップリンの霊泉』 (役：痛風持ちの大男)
- 1917年『チャップリンの移民』 (役：強面のウェイター)
- 1917年『チャップリンの冒険』 (役：エドナの婚約者)
- 1917年『How to Make Movies』 (役：ゴルファー)　※チャップリン・スタジオの様子を描いたドキュメンタリー（「外部リンク」"How to Make Movies"参照）